# Ad abolendam
Ad Abolendam ist eine im November 1184 promulgierte Dekretale. Sie wurde nach dem Konzil von Verona verfasst und ist das Ergebnis einer juridischen Übereinkunft zwischen Papst Lucius III. und Kaiser Friedrich Barbarossa. Das Dokument bildete eine der frühesten päpstlichen Maßnahmen zur 
Häretikerbekämpfung und gilt deshalb als einer der bedeutendsten Schritte in der Herausbildung der Inquisition. Als X 5.7.9
wurde sie in den Liber Extra übernommen.
Die Dekretale formulierte eine Verurteilung aller häretischer Sekten und Personen, die unberechtigt öffentlich oder privat predigten. Das Urteil hierfür lautete „dauernder Kirchenbann“. Als namentlich angeführte Ketzergruppen erscheinen in Ad Abolendam die Katharer, die Humiliaten, die Waldenser, die Arnoldisten, die Passaginer und die Josephiner. Der Kirchenbann sollte allerdings auch all jene treffen, die die Ketzer unterstützten. 
Des Weiteren sollten Ketzer, wenn sie ihre Irrtümer nicht eingestanden und dem öffentlich abschworen, oder wenn sie wieder rückfällig wurden, dem weltlichen Arm zur „geschuldeten Strafe – animadversio debita“ übergeben werden. Alle Unterstützer der Ketzer verfielen darüber hinaus dem Verdikt der Infamie, der Unehrenhaftigkeit, und verloren damit ihre Fähigkeit zur Ausübung öffentlicher Ämter, ebenso ihre Gerichts-, Testaments- und Erbfähigkeit.
Ferner wurden alle Patriarchen, Erzbischöfe und Bischöfe durch die Dekretale verpflichtet, die erwähnte Verhängung des Kirchenbanns an gewissen Festen und besonderen Gelegenheiten erneut bekannt zu geben. Wer dies versäumte, der wurde drei Jahre lang der bischöflichen Würde und Amtsausübung enthoben.
Wichtig zu erwähnen sind auch die päpstlichen Bestimmungen zum „Aufspüren“ von Ketzern: Alle Bischöfe sollten zwei- bis dreimal im Jahr verdächtige Pfarreien visitieren. Drei oder mehr Personen von gutem Leumund, wenn nötig auch die gesamte Nachbarschaft, wurden eidlich verpflichtet, dem Bischof Verdächtige anzuzeigen. Die Angezeigten mussten sich dann – in der Regel – durch einen so genannten Reinigungseid vom Ketzerverdacht befreien. Jeder Eidesverweigerer galt als Ketzer.

## Text
- Ad Abolendam: Text in: Friedberg, Aemilius (Hg.): Corpus iuris canonici, Band 2. Leipzig 1879 (fotomech. Nachdruck Graz 1955), Sp. 780–782.
- Ad Abolendam: Text in digitaler Form online
- Leandro Duarte Rust: Bulas Inquisitoriais: Ad Abolendam (1184) e Vergentis in Senium (1199). Revista de História, São Paulo, n. 166, S. 129–161. Enthält den lateinischen Text mit portugiesischer Übersetzung.